# Hargi
Hargi – wieś w Estonii, w prowincji Võru, w gminie Sõmerpalu.